# Katharinenpalast

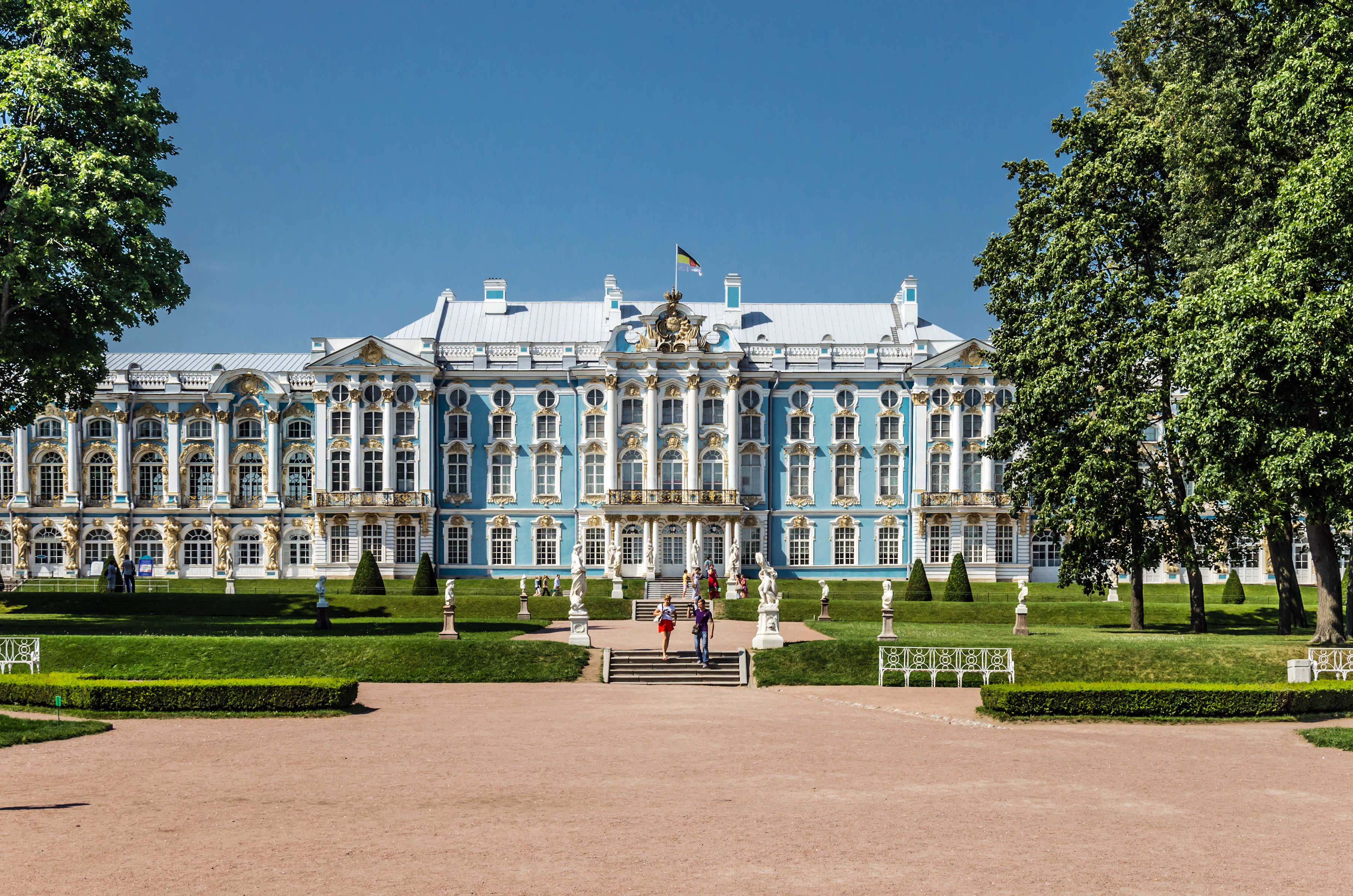
Katharinenpalast in Zarskoje Selo (Puschkin)

Der Katharinenpalast (russisch Большой Екатерининский дворец Bolschoi Ekaterininski Dworez, deutsch ‚Großer Katharinenpalast‘) ist eine ehemalige Sommerresidenz der russischen Zaren in Zarskoje Selo (Puschkin), etwa 25 km südlich von Sankt Petersburg. Er wurde in den Jahren 1748–1756 im Auftrag von Zarin Elisabeth nach Plänen von Bartolomeo Francesco Rastrelli im Stil des Barocks erbaut. Im Zweiten Weltkrieg wurde die Anlage von der deutschen Wehrmacht zerstört und danach von sowjetischen Restauratoren wiederaufgebaut. Der Katharinenpalast gehört seit 1990 zum UNESCO-Welterbe und beinhaltet als besondere Sehenswürdigkeit das rekonstruierte Bernsteinzimmer.

## Einführung

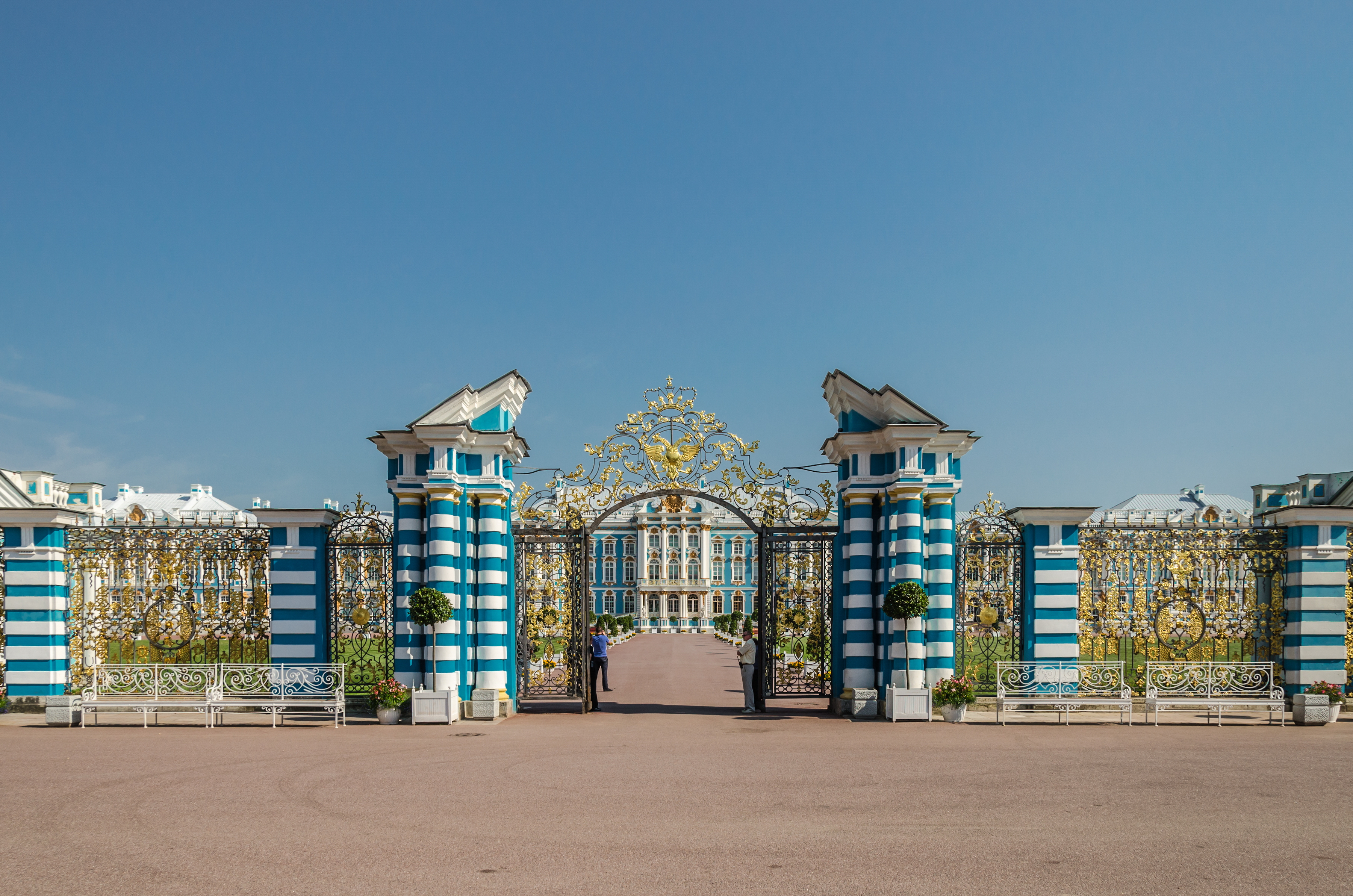
Goldenes Tor der Palastanlage

Der Landstrich Ingermanland, in dem Zarskoje Selo sich befindet, fiel 1617 an Schweden. Im Großen Nordischen Krieg (1700–1721) wurde er dem russischen Reich wieder einverleibt. Damals befand sich an der Stelle des heutigen Katharinenpalastes ein kleines russisches Landgut mit der Bezeichnung ‚Sariza‘. Die Schweden hatten ‚Sariza‘ in ihrem Sprachgebrauch zu ‚Zaritzhof‘ umgeändert, um anzuzeigen, dass sich darauf ein Herrschaftshaus befand. Die finnische Bevölkerung, die hier siedelte, benannte ‚Saritzhof‘ in ‚Saaris Mojs‘ um – ‚Mojs‘ war die finnische Entsprechung für ‚Hof‘. ‚Saaris Mojs‘ bedeutet: ‚Meierei auf der Anhöhe‘ (Zarskoje Selo liegt 65 Meter über dem Meeresspiegel).
Das äußere Erscheinungsbild des Palastes zeigt heute wesentliche Elemente der Architektur Rastrellis, auch wenn das Palais nach den Zerstörungen durch deutsche Truppen im Zweiten Weltkrieg eine fast völlige Rekonstruktion darstellt.
Die sich über eine Länge von 85 Achsen hinziehende Fassade wird durch eingefügte Risalite rhythmisiert, was den außerordentlich monumentalen Gesamteindruck abmildert. Auch variiert die Dach- und Traufhöhe bei gleichbleibend durchlaufender Dreigeschossigkeit (zwei Vollgeschosse und ein Mezzanin). Obergeschoss und Mezzanin sind wie bei anderen Bauten Rastrellis durch eine Kolossalordnung zusammengefasst. Die ganze Fassade überzieht eine Fülle von Skulpturen und bauplastischen Elementen. Säulen und Pilaster wirken in ihrer enggestellten Reihung weniger gliedernd als ornamental. Die kräftige Farbigkeit der türkisblauen Fassade entspricht dem Original und betont den dekorativen Gesamteindruck. Diese ornamentale Fülle kann man als eine Annäherung an altrussische Traditionen sehen.

## Der Palast und seine Nutzer

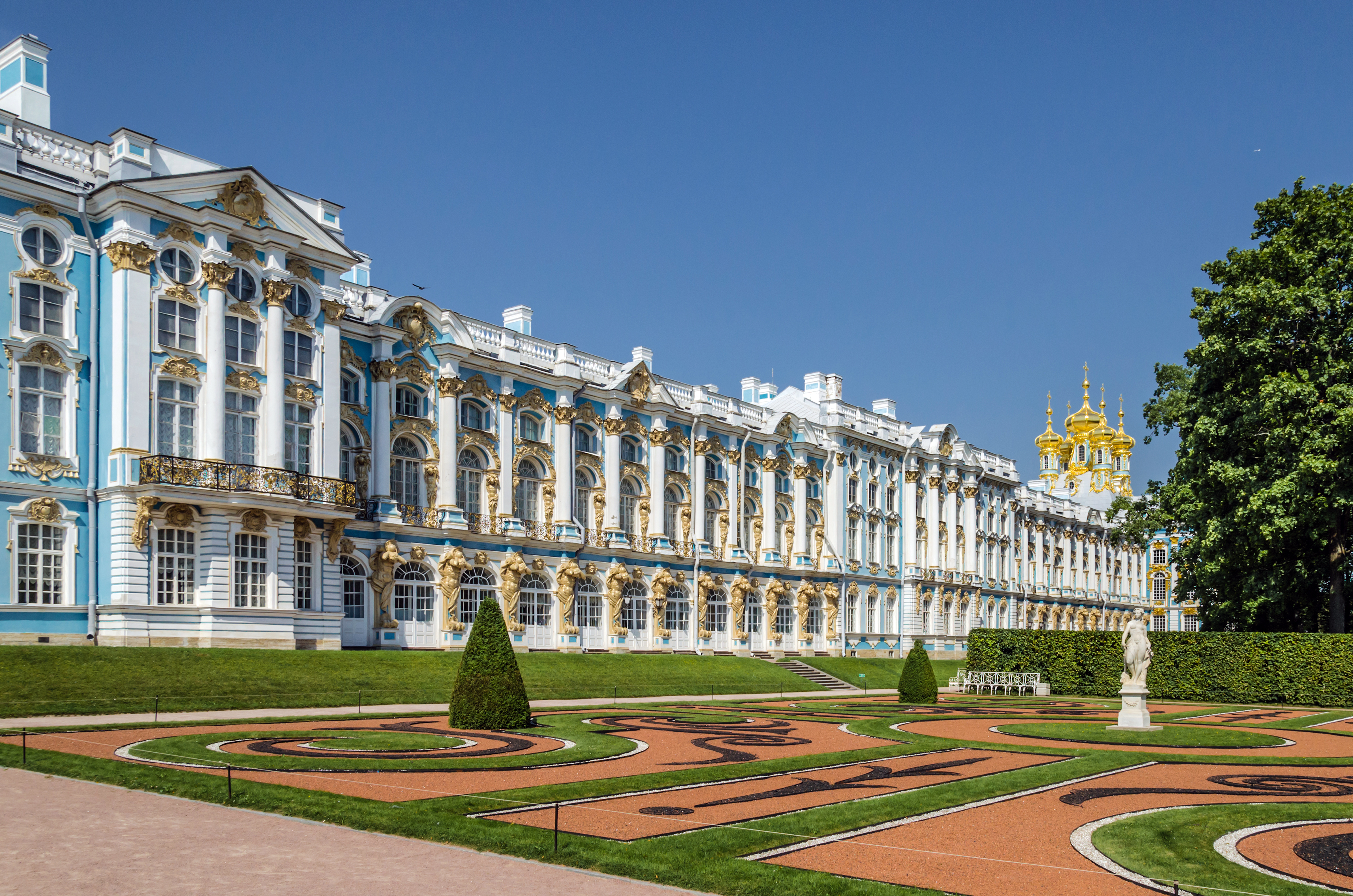
Ansicht der Gartenfassade, rechts die Palastkapelle

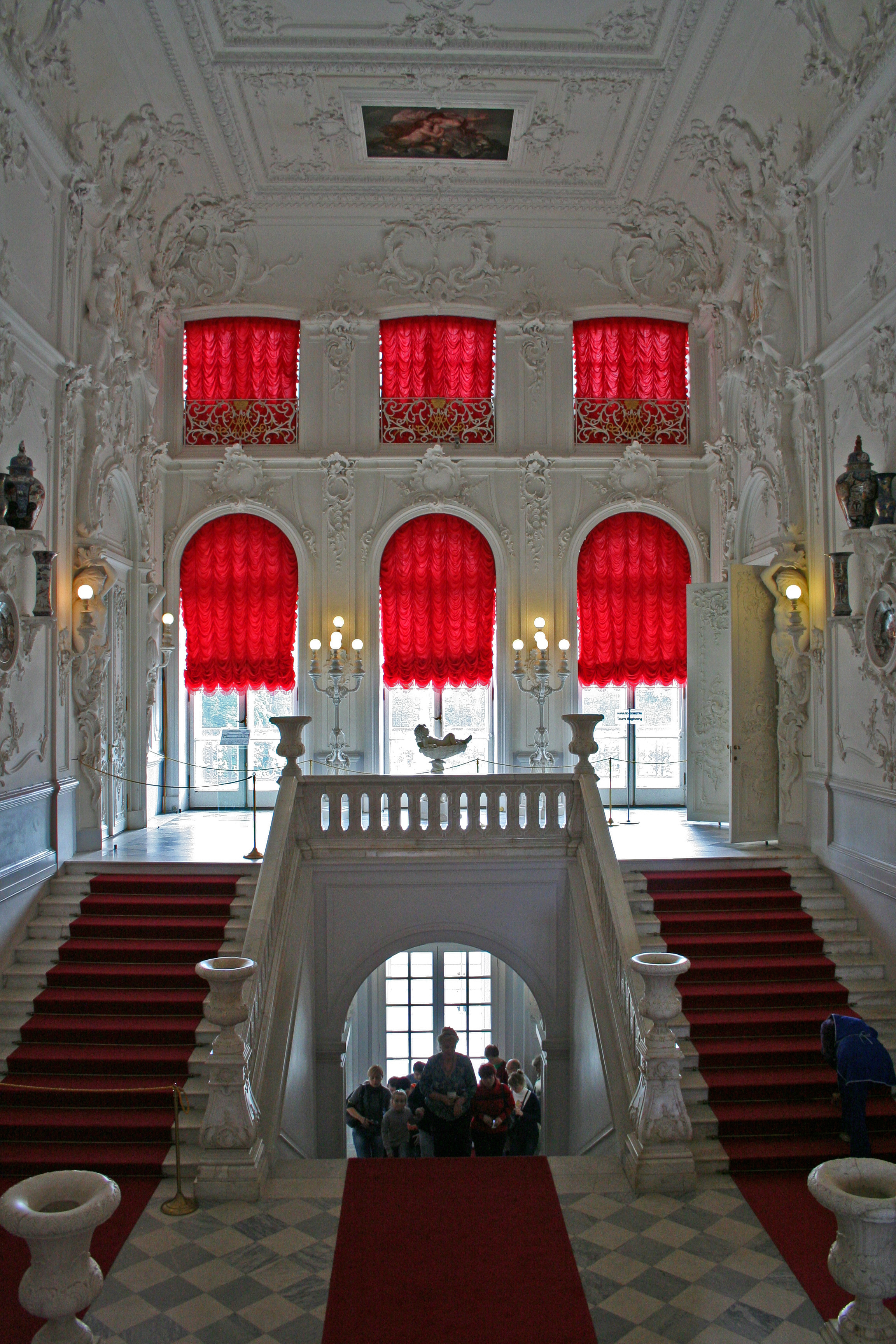
Treppenhalle

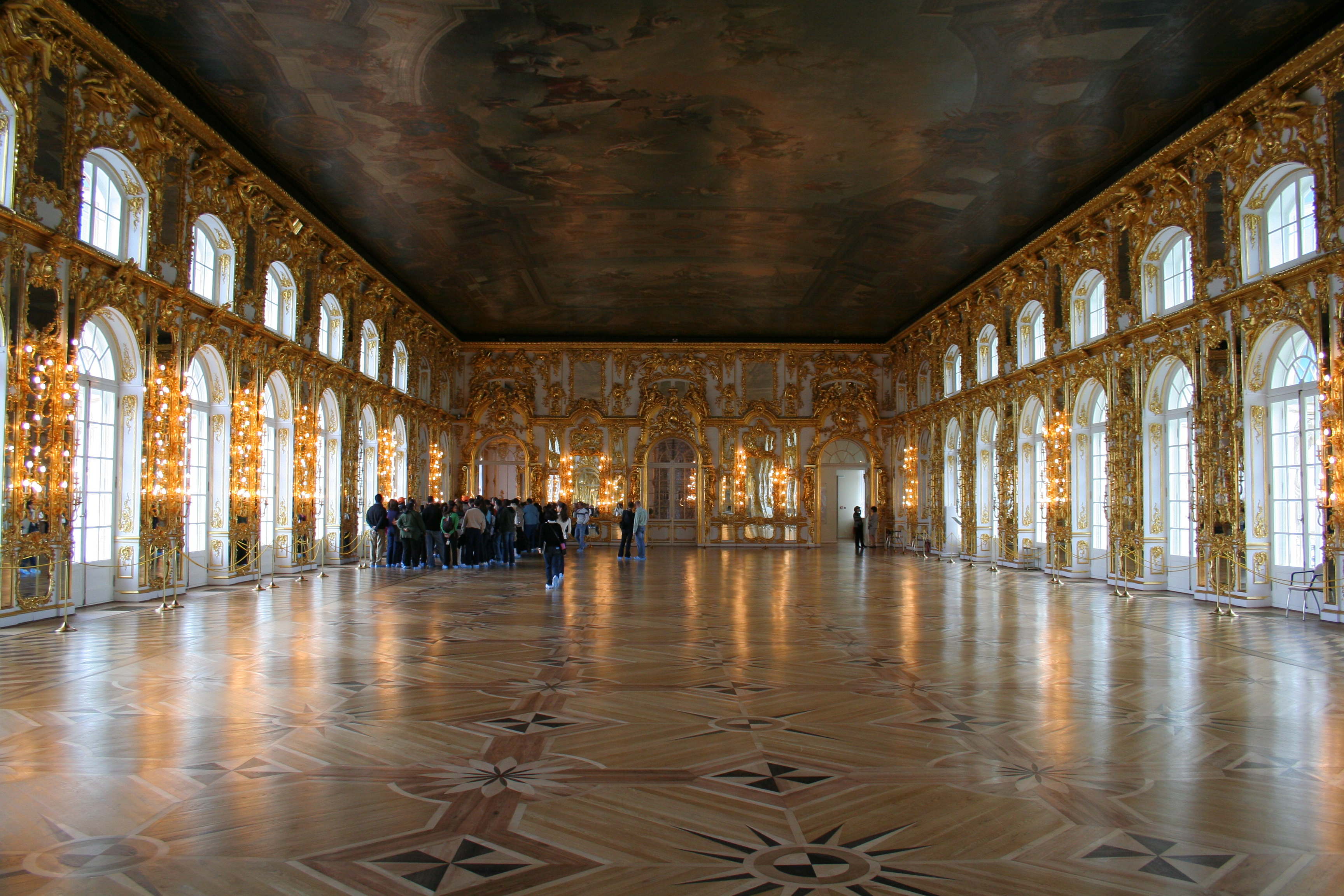
Ballsaal

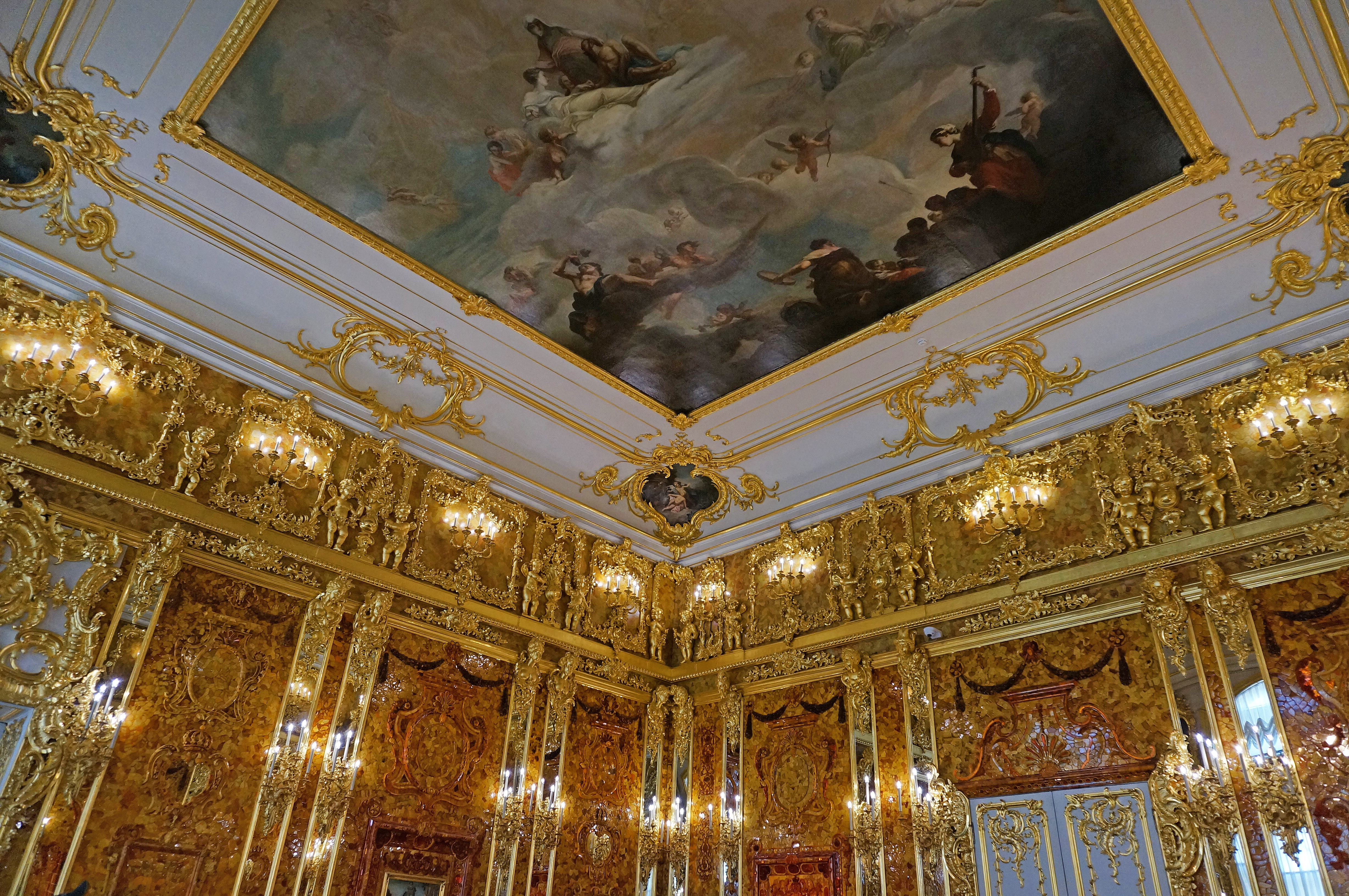
Bernsteinzimmer

### Katharina I.
Zar Peter I. der Große (1672–1725) verteilte Land in der Nähe seiner neuen Hauptstadt St. Petersburg an Verwandte und Freunde, um die Erschließung zu fördern. 1707 schenkte er seinem Mitstreiter Alexander Menschikow ‚Saaris Mojs‘, das im Russischen bald ‚Saarskaja Mysa‘ genannt wurde. 1710 wurde Menschikow das Anwesen wieder weggenommen, nachdem der Zar beschlossen hatte, einen Teil der Besitzungen Menschikows an seine zukünftige Gemahlin, Katharina Alexejewna, zu geben. Das Anwesen diente wie andere landwirtschaftliche Betriebe der Versorgung der Zarenfamilie und des Hofes.
Am Bogen, der heute über die Gartenstraße führt und den Katharinenpalast mit dem Lyzeum verbindet, stand 1702 noch ein einstöckiges hölzernes Herrenhaus. Dieses diente Katharina Alexejewna, restauriert und neu möbliert, bei ihren Besuchen in Saarskaja Mysa zunächst als bevorzugter Aufenthaltsort. Im Jahr 1717 beauftragte Katharina I. den vor allem in Peterhof und Kronstadt tätigen deutschen Architekten Johann Friedrich Braunstein mit der Errichtung eines kleinen, zweigeschossigen Steinhauses. Die Arbeiten begannen 1718 und dauerten bis 1724.
Im Inneren beherbergte das Schlösschen in beiden Etagen sechzehn Zimmer, weshalb es den Beinamen Palast der sechzehn Prunkzimmer trug. Im Erdgeschoss lagen die privaten Wohnräume der Zarin, das zweite Stockwerk nahm die Paradegemächer und den relativ kleinen Assemblensaal auf. Mit der Innenausstattung des Schlösschens im holländischen Stil wurden die Architekten Foerster und Domenico Trezzini beauftragt. Die Ausstattung der Räume war ausgesprochen zurückhaltend, sie strahlte eine beinahe bürgerliche Atmosphäre aus. Nachdem Katharina I. 1725 Kaiserin geworden war, hielt sie sich häufiger in Peterhof auf, das dem Repräsentationsbedürfnis der Herrscherin besser geeignet schien als der bescheidene Palastbau in Saarskaja Mysa. Der Palast wurde wohl ab dieser Zeit regelmäßig als Jagdschloss genutzt. Katharina I. liebte das Gut vor allem wegen der guten Luft.

### Elisabeth I.
Nach dem Tod Katharinas I. im Jahr 1727 fiel das Saarskaja Mysa über Umwege an ihre Tochter Elisabeth Petrowna, die spätere Kaiserin Elisabeth I. Elisabeth war, ebenso wie ihre Mutter, eine leidenschaftliche Jägerin. Die Großfürstin war aufgrund geringer Einkünfte zur Sparsamkeit gezwungen. Der Erhalt des Schlosses, der Gärten und der Gewächshäuser war äußerst kostspielig. Achtzehn Jahre lang lebte Elisabeth von den Einnahmen des Gutes und unterhielt davon ihren Hofstaat. Das einzige, was sie sich in dieser Zeit gönnte, war die Errichtung der kleinen Mariä-Verkündigungs-Kirche. Die Kirche wurde an der Stelle errichtet, an der zur Zeit Katharinas I. eine hölzerne Mariä-Verkündigungs-Kapelle gestanden hatte. Der Grundstein wurde 1734 gelegt. Die Kirche wurde erst 1747 fertiggestellt.
Als Elisabeth Petrowna 1741 Kaiserin geworden war, verfügte sie endlich über die Mittel, das Schloss dem neuen Zeitgeschmack anzupassen. Nach ihrer Thronbesteigung taufte sie Saarskaja Mysa in „Zarskoje Selo“ um und machte es zu ihrer alljährlichen Sommerresidenz. Sie gab Michail Semzow, einem der gefragtesten Architekten in Russland, den Auftrag, das bescheidene Schlösschen zu vergrößern und umzubauen. Semzow starb allerdings 1743, noch ehe die Arbeiten überhaupt richtig begonnen hatten. Andrei Kwassow, ein Schüler Zemzows, wurde mit der Ausführung der Pläne beauftragt. Kwassow begann 1744 mit dem Bau zweier schmaler, zweigeschossiger Galerien, die zu zwei Steingebäuden führten. Eines davon enthielt eine kleine Kapelle, das andere einen Festsaal und ein Gewächshaus. Nachdem Kwassow aus dem Baugeschehen ausgeschieden war, ging die Leitung der Bauarbeiten zunächst an Giuseppe Trezzini und später an Sewa Tschewakinskij über.
Über den Galerien, die die Schlosskirche und die Orangerie mit dem Palast verbanden, legte Tschewakinskij nach dem Vorbild der hängenden Gärten der Semiramis von Babylon „Hängende Gärten“ an, die 1748 fertiggestellt wurden. Es kam jedoch zu Wasserschäden in den darunter liegenden Räumen. Die Ausbesserungsarbeiten an den Gewölben unter den „Hängenden Gärten“ wurden unter der Regie von Bartolomeo Francesco Rastrelli durchgeführt, der 1749 zum Leiter aller Bauarbeiten in Zarskoje Selo ernannt wurde.
Der im Jahr 1751 fertiggestellte Große Palast fand nicht die Zustimmung der Kaiserin. Bereits am 12. Mai 1751 gab sie Rastrelli den Befehl zu einer erneuten Umgestaltung. Durch die Überbauung der Galerien brachte Rastrelli den gesamten Schlossbau auf eine einheitliche Höhe von drei Geschossen. Die Fassade wurde ähnlich wie später beim Winterpalast zu einer Front zusammengefasst. Die bisherigen Kernbauten gliederten die Fassade durch vorspringende Risalite.
Das bescheidene Haus Katharinas I. hatte sich nun in einen großen, repräsentativen Palast verwandelt. Intimität und Bescheidenheit waren dem ebenso bewegten wie kühlen Prunk Rastrellis gewichen. Elisabeth kam in der zweiten Hälfte ihrer Regierungszeit, als der Palast sein gegenwärtiges Aussehen angenommen hatte, immer seltener und nur für kurze Perioden hierher.
Am 30. Juli 1756 wurde die Schlosskirche geweiht und der Palast der Kaiserin, dem Hofstaat, den Ministern sowie den ausländischen Diplomaten gezeigt. Das Schloss war innen wie außen reich vergoldet – zwischen 1746 und 1760 hatte man über 100 kg Gold dafür aufgewendet. Die Gesimse, Reliefs, Karyatiden und Atlanten, die heute mit dunkler Ockerfarbe gestrichen sind, waren damals vergoldet. Das Dach aus Weißblech war zudem mit Statuen von nackten Jünglingen und Najaden sowie Vasen geschmückt, die ebenfalls vergoldet waren. Elisabeth besuchte Zarskoje Selo zum letzten Mal am 8. September 1761.

### Katharina II.
Peter III., der von 1761 bis 1762 Kaiser war, hielt sich mit seinem Hof nur eine Woche in Zarskoje Selo auf. Erst Katharina II. kam wieder regelmäßig hierher.
Die unter der Elisabeth I. angebrachten vergoldeten Verzierungen des Katharinenpalastes und der Pavillons erwiesen sich infolge des Klimas als wenig dauerhaft. Alle Statuen, Ornamente Gesimse, die vorher vergoldet waren, bekamen einen schlichten, ockerfarbenen Anstrich. Lediglich die Kuppeln der Palastkirche blieben vergoldet.
Der Architekt Jurij Veldten wurde mit zahlreichen Umgestaltungen im Inneren des Palastes betraut. Er ersetzte z. B. den Chinesischen Saal Rastrellis in der Mitte des Schlosses durch ein großes Treppenhaus. Neben Veldten waren vor allem die Mitglieder der Familie Nejelow in Zarskoje Selo tätig. Sie bauten die Marmorbrücke, die Backsteingebäude der Admiralität, die Pyramide, die Eremitage-Küche, die Große Kaprice (eine riesige Bogendurchfahrt zwischen künstlichen Bergen, bekrönt von einem Pavillon, der chinesische Züge aufweist), das Chinesische Dorf, die Kreuzbrücke, das Obere und das Untere Bad, das Chinesische Theater, den Alexander-Flügel (der später von Stassow zur Aufnahme des Lyzeums umgestaltet wurde) und den Abendsaal.
Katharina II. wollte eine Thermenanlage nach römischem Vorbild. Als Architekten wählte sie Charles Cameron. Er baute ihr das Kalte Bad mit den Achatzimmern. Noch während der Arbeiten am Kalten Bad und am Achatpavillon gab Katharina II. Cameron 1784 den Auftrag zum Bau einer Wandelhalle, einer Art Ruhmeshalle für antike Heerführer, Dichter und Denker, die Katharina II. besonders verehrte. 44 ionische Säulen schmücken den Umgang im Obergeschoss der Galerie, von dessen Schmalseiten eine geschwungene Doppeltreppe hinab in den Garten führt. Sie wird von den auf hohen Postamenten stehenden Statuen des Herakles und der Flora flankiert. Die Bronzestatuen wurden 1786 von Fjodor Gordejew geschaffen und sind Kopien von antiken Statuen der Villa Farnese in Rom.
Im Katharinenpalast betraute Katharina II. Cameron zunächst mit der Neugestaltung der Gemächer ihres Sohnes, des Großfürsten Paul, und dessen Gemahlin Marija Fjodorowna. Cameron gestaltete acht Räume um, darunter das Grüne Speisezimmer, den Blauen Salon und den Blauen chinesischen Salon. Von 1779 bis 1783 gestaltete Cameron schließlich die privaten Räume Katharinas II. Cameron ließ Rastrellis Paradetreppe beseitigen, wie auch zwei der fünf Vorsäle, die zum Großen Saal führten, und legte an ihrer Stelle neue Gemächer an. Gleichzeitig gestaltete Giacomo Quarenghi die Gartenfassade des Subow-Flügels klassizistisch um. Durch diese Um- und Einbauten wurde Rastrellis Regiegedanke für das Hofzeremoniell vollkommen zerstört. Keiner von Camerons Räumen glich dem anderen, jeder hatte seine Eigenheiten. Dazu kam der delikate Zusammenklang der Materialien: Marmor, Stuck, farbiges Glas, Lackarbeiten, japanisches und chinesisches Porzellan und exquisite Stoffe, kombiniert mit italienischen Gemälden und französischem Kunsthandwerk. All dies wurde im Zweiten Weltkrieg vernichtet oder verschwand und ist bisher noch nicht wiederhergestellt.
Katharina II. traf entscheidende Maßnahmen zur weiteren Um- und Ausgestaltung des Parks von Zarskoje Selo und für seine Erweiterung. Als erstes wurden die Blumengärten, die terrassenförmig zur Eremitage abfielen, beseitigt und die Parkmauer zur Gartenstraße abgebrochen und durch einen Kanal mit Kaskaden und steinernen Kaimauern ersetzt. Mit der Berufung englischer Gärtner leitete Katharina II. die Umwandlung des Parks im englischen Stil, als Landschaftspark ein. Sie hasste gerade verlaufende Alleen, Brunnen und Kanäle, Statuen gehörten ihrer Meinung nach in Gebäude. Stattdessen sollte in dem Park die Schönheit der Natur selbst zur Geltung kommen.
Zarskoje Selo war der Kaiserin von all ihren Residenzen die liebste. Vom Jahre 1763 an verbrachte sie, zwei bis drei Jahre ausgenommen, den Frühling und fast den ganzen Sommer hier und zog erst im späten Herbst, wenn es kalt zu werden begann, zurück nach St. Petersburg. Katharina feierte fast immer ihren Geburtstag in Zarskoje Selo. Sie reiste gewöhnlich nur mit einem kleinen Gefolge an. Die Zarin brachte die meiste Zeit mit Staatsgeschäften zu, nur gelegentlich gab sie sich Zerstreuungen hin. Täglich machte sie einen frühmorgendlichen Spaziergang im Park. Bisweilen wurden die Hofkavaliere und Hoffräulein durch ein Trompetensignal zu ihr in die Grotte geladen, wo die Zarin nach Beendigung ihrer Morgenarbeit in Gesellschaft zu frühstücken liebte. In späteren Jahren wurde die Zarin bei ihren morgendlichen Spaziergängen von ihren Enkelkindern begleitet. Am 6. November 1796 stand die Kaiserin zur gewohnten Stunde auf. Sie sprach mit Platon Subow, ihrem letzten Geliebten, und diktierte den Geheimschreibern. Danach blieb sie allein. Da sich in ihren Gemächern längere Zeit nichts rührte, wurden die Bediensteten unruhig; sie lauschten an der Tür. Als ein Diener eintrat, fand er die Kaiserin in einem Korridor, der zu ihrer Garderobe führte, reglos am Boden liegen. Katharina hatte einen Schlaganfall erlitten. Sie lebte noch einige Stunden, aber das Bewusstsein kehrte nicht wieder. Katharina II. starb in Zarskoje Selo im 68. Lebensjahr.

### Paul I.
Paul I. hasste seine Mutter und übertrug diesen Hass auf Zarskoje Selo, welches die Lieblingsresidenz der Kaiserin gewesen war. Er hat nach dem Tod der Kaiserin Zarskoje Selo nur noch einmal im Mai 1800 betreten. Dem Architekten Vincenzo Brenna, dem Erbauer des Michaelschlosses in St. Petersburg, wurde befohlen, alles, was zur Verzierung dieses Palastes und der Schlösser in Pawlowsk und Schloss Gattschina notwendig war, von Zarskoje Selo abzutransportieren: Gemälde, Statuen, Bronzen, Antiken und Möbel. Das „Chinesische Dorf“ sollte abgebrochen werden und die Steine für den Bau der genannten Schlösser hergenommen werden. Aus irgendeinem Grunde wurde der Ukas nicht ausgeführt, jedoch wurden alle Fassadenverzierungen abgeschlagen. Ebenso wurden etliche andere kleine Pavillons und Parkbauten zerstört. Die Sammlung antiker Statuen, die in der Grotte aufbewahrt wurde, wurde in alle Winde zerstreut. Die Bronzevasen, die die Zwillingstreppe auf der Cameron-Galerie schmückten, wurden fortgebracht. Zarskoje Selo wurde Stück für Stück vernichtet.

### Alexander I.
In den ersten Jahren der Regierung von Alexander I. schien es, als hätte er Zarskoje Selo vergessen. Der Hof verbrachte den Sommer auf der Jelagin-Insel in St. Petersburg oder in Peterhof. 1808 weilte der Kaiser kurz in Zarskoje Selo. In der Folge ließ er einige Bronzestatuen und Bronzevasen, die sein Vater Paul I. hatte entfernen lassen, hierher zurückbringen. Zur selben Zeit wurde die Granitterrasse an der Stelle errichtet, wo der Schutt der abgebrochenen Rutschbahn aufgetürmt worden war. Der Alexanderpark wurde ab 1818 durch den Schotten Adam Menelaws, der seit 1779 in Russland lebte, auf dem Gelände des ehemaligen Tiergeheges angelegt. Es entstand ein Naturpark mit vielen stillen, sich zum Teil durch dichtes Buschwerk windenden Pfaden. Im Vergleich zum alten Katharinenpark gibt es hier nur wenige Kleinbauten. Die Steinmauern um den Tiergarten wurden abgerissen, die Steine verwendete man zum Bau eines Bauernhofs, einer gotisierenden Kapelle und für das sogenannte Lamahaus. Nach einem Brand am 12. Mai 1820 wurden in den zwanziger und dreißiger Jahren einige Zimmer im Katharinenpalast durch Stassow im Stil des „Alexandrinischen Klassizismus“ umgestaltet. Darunter die persönlichen Räume Alexanders und die Räume seiner Mutter Maria Fjodorowna, die jedoch niemals in Zarskoje Selo wohnte, sondern ihrem Schloss in Pawlowsk den Vorzug gab.
In der zweiten Hälfte seiner Regierung weilte Alexander I. regelmäßig in Zarskoje Selo. Hier suchte er Ruhe und Erholung von seinen unzähligen Reisen und von dem höfischen Zwang in St. Petersburg. In Zarskoje Selo konnte Alexander I. sich ganz auf seine Regierungsgeschäfte konzentrieren. In den letzten Lebensjahren zog sich der Zar mehr und mehr auch den Winter über nach Zarskoje Selo zurück, um den Verpflichtungen der Empfänge und Bälle in St. Petersburg zu entgehen, die eine Belastung für ihn geworden waren. Er bewohnte drei kleine Räume, die im Kirchenflügel lagen. Seine Gemahlin, die schwache und kränkliche Kaiserin Elisabeth Alexejewna, verbrachte mit ihrem Gemahl die Winter der Jahre 1822 bis 1825 in Zarskoje Selo. Sie hatte ebenfalls nur drei Zimmer im Kirchenflügel bezogen, die Fenster gingen zum Lyzeum und zum Schlosshof hinaus. Elisabeth Alexejewna liebte es, in der Nähe des geliebten Gemahls zu weilen, obgleich sie sich beklagte, dass die Aussicht schlechter sei als in ihren Sommerappartements und dass auf der einen Seite die Fenstervorhänge vom Morgen bis zum Abend zum Schutze gegen neugierige Blicke der Lyzeumszöglinge herabhängen mussten. Damals schon schwer krank, konnte Elisabeth Alexejewna die Messe hören, ohne das Zimmer zu verlassen, indem sie nur die Tür zum Kirchenchor öffnen ließ. 1825 legte Alexander I. auf dem Weg nach Taganrog, wo er sich einer Kur unterziehen wollte, in Zarskoje Selo eine nächtliche Rast ein. Es war sein letzter Aufenthalt in dieser Residenz.

### Nikolaus I.
Nikolaus I. bewohnte, wenn er sich in Zarskoje Selo aufhielt, hauptsächlich den Alexanderpalast, den er seinen Wünschen und Vorstellungen gemäß umgestalten ließ:
- 1826: Einbau von Kachelöfen in das zuvor nicht beheizbare Palais.
- 1827: Umgestaltung der Privatgemächer im Westflügel durch den Architekten Wassili Petrowitsch Stassow.
- 1837: Umbau des Paradeschlafzimmers Alexanders I. zum Roten Salon. Als Architekt fungiert Konstantin Thon, den Nikolaus I. vor allem in der zweiten Hälfte seiner Regierungsperiode mit Aufträgen überhäufte (hauptsächlich in Zarskoje Selo und Moskau); Verkleidung der Kachelöfen mit Delfter Kacheln.
- 1838: Aufstellung zweier Statuengruppen von Stephan Pimenow („Spielende Kinder“) vor der Palastfassade.
- 1840: Umgestaltung der Gemächer der Großfürstin Maria Alexandrowna (Gemahlin des nachmaligen Zaren Alexander II.); Einbau einer Küche im Palastkeller (mit Kühlschränken und fließendem Wasser); Einbau von Toiletten.
- 1843: Umfassende Restaurierung der Paradesäle durch Nikolai Jefimow; Austausch der Stuckkamine durch Marmorkamine; Erneuerung der Säulen und Fußböden; Einbau einer Zwischendecke in der großen Bibliothek; Einbau doppelter Fensterscheiben; Installation des ersten elektromagnetischen Telegraphenapparates der Welt im Kabinett Nikolaus I. durch die Ingenieure Kroll und Jacoby, der mit Apparaten im Kabinett des Chefs der Verkehrswege und öffentlichen Bauten in St. Petersburg verbunden war.
- 1845: Umgestaltung der Gemächer der Zarin Alexandra Fjodorowna durch Andrej Stakenschneider; Umwandlung des Blauen Arbeitszimmers Alexanders I. in eine Gedenkkapelle für die jung verstorbene Alexandra Nikolajewna (durch Nikolaj Jefimow); Installation erster Duschen.
- 1846: Alexander Brüllow und Hippolyth Monighetti fügen an der Gartenseite zwei Eisenbalkons an die Fassade an.
- 1848: Errichtung eines schmiedeeisernen Zaunes um den Palast.
- 1849: Der Palast erhält fließendes Wasser.

Die Apartments Nikolaus I. im Alexanderpalast existieren nicht mehr, sie wurden von Robert Melzer für Nikolaus II. um 1900 vollkommen umgestaltet. Das Gleiche gilt für die Zimmer des früh verstorbenen Thronfolgers Nikolaj Alexandrowitsch im Katharinenpalast, die um 1840–1860 eingerichtet worden waren. 1915 wurde an ihrer Stelle ein Lazarett eingerichtet. Die für ihre Zeit typischen Räumlichkeiten sind auf Zeichnungen von Eduard Hau festgehalten. Die Epoche Nikolaus I. ist in Zarskoje Selo heute hauptsächlich in der Form von Möbelstücken präsent: man sieht eine lange Reihe von Garnituren aus Rotholz, Nussbaum und dem damals aufkommenden Birkenholz, das für die nordischen Länder kennzeichnend ist. Die Möbel wurden zunächst nach Entwürfen Stassows angefertigt: Hunderte von verschiedenen Sofas, reicher oder einfacher, mit glatten oder ornamentierten Handlehnen, mit Bronzeeinlagen oder aus vergoldetem Holz, füllten die Säle, Fremdenzimmer und Dienstwohnungen. Die Variationsmöglichkeiten waren endlos. Die folgende, bürgerliche Epoche nach dem Tode Stassows (1848) glänzte mehr durch Menge als durch Qualität. Die plumpen Schnitzereien der Bettrückwände, Sofas, Tische usw. wirken heute eher unerfreulich.
Bei der Umgestaltung älterer Parkanlagen und der Schaffung völlig neuer Komplexe hat Adam Menelaws noch im hohen Alter Hervorragendes geleistet, und auch als Baumeister hatte er Gelegenheit, sich zu bewähren. Anstelle von Rastrellis Schlösschen Monbijou im Alexanderpark setzte er das gotisierende Arsenal, nicht weit entfernt erbaute er 1837 die Kapelle, eine gotische Kirchenruine und den Weißen Turm. Außerhalb des eigentlichen Parkbezirkes schmückte Menelaws die Einfahrt der Stadt mit dem Ägyptischen Tor, dessen plastischer Schmuck von Wassilij Demuth-Maljanowskij geschaffen wurde. Nikolaus I. gab außerdem den Auftrag zum Bau von mehreren Brücken im Schlosspark. Aber während er den Park von Peterhof mit zahllosen neuen Akzenten bereichern ließ, veränderte er im gleichen Zeitraum in Zarskoje Selo kaum etwas. In den Spätjahren der Herrschaft Nikolaus I. ist jedoch noch ein Gebäude entstanden, das durch seine malerische Lage am See jedem Besucher auffällt, das „Türkische Bad“ (1852), der letzte Pavillon, der im Katharinenpark errichtet wurde. Architekt des Bades war der in Moskau aufgewachsene Hippolyth Monighetti, der viele Jahre in Italien verbracht hatte.

### Alexander II.
Zwischen 1860 und 1861 gestaltete Hippolyth Monighetti Camerons Paradetreppenhaus im Stil des zweiten Rokoko um (Stuckaturen der Wände und der Decke im Stil des 18. Jahrhunderts, japanisches und chinesisches Porzellan). Im Jahre 1880 verschied in Zarskoje Selo die Gemahlin Alexanders II., Maria Alexandrowa, Tochter von Ludwig II. von Hessen. Nur anderthalb Monate nach dem Tod der Kaiserin heiratete Alexander II. in der Schlosskirche des Katharinenpalastes heimlich in morganatischer, also unstandesgemäßer Ehe seine langjährige Lebensgefährtin, Fürstin Katharina Dolgorukowa (1847–1922), mit der er drei Kinder hatte.

### Alexander III.
Alexander III. hielt sich kaum in Zarskoje Selo auf, er bevorzugte als Sommerresidenz den Großen Palast von Gattschina. Wenn der Zar in Zarskoje Selo weilte, bewohnte er den linken Flügel des Alexanderpalastes. Im Jahr 1887 wurde Zarskoje Selo als erste Stadt Europas vollständig mit elektrischem Strom versorgt.

## Der Park und seine Bauten

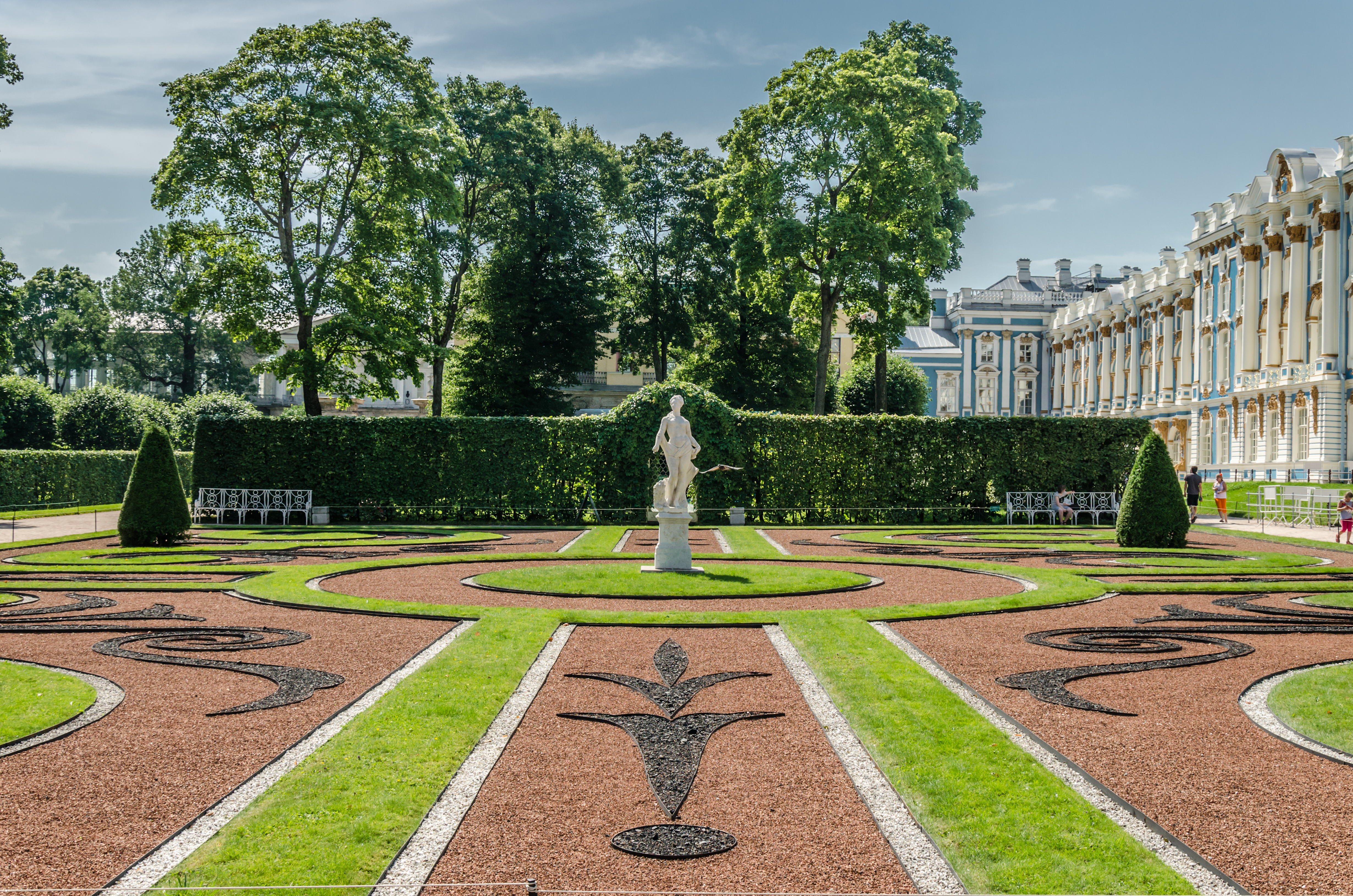
Lustgarten im Katharinenpark

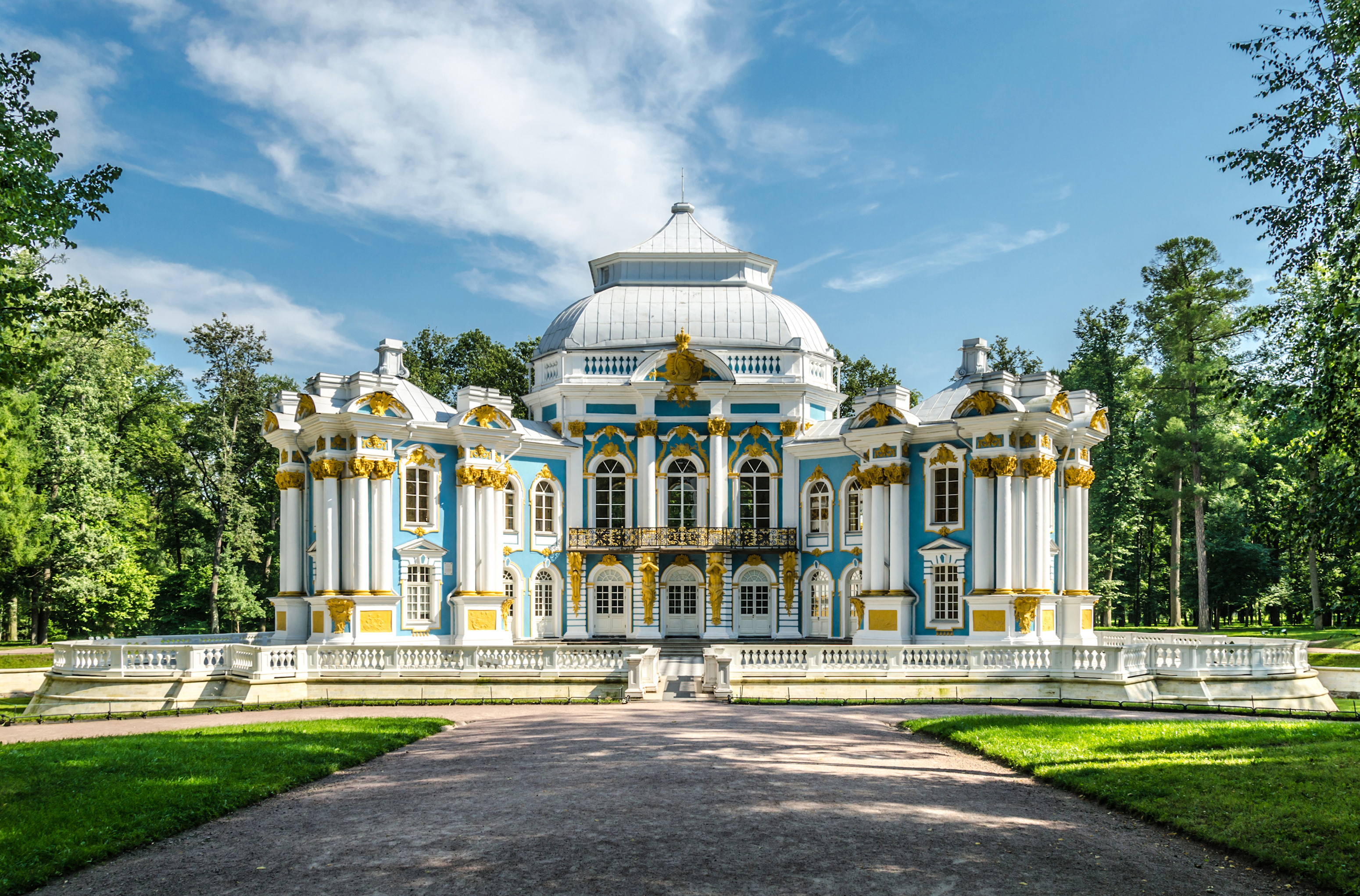
Eremitage-Pavillon

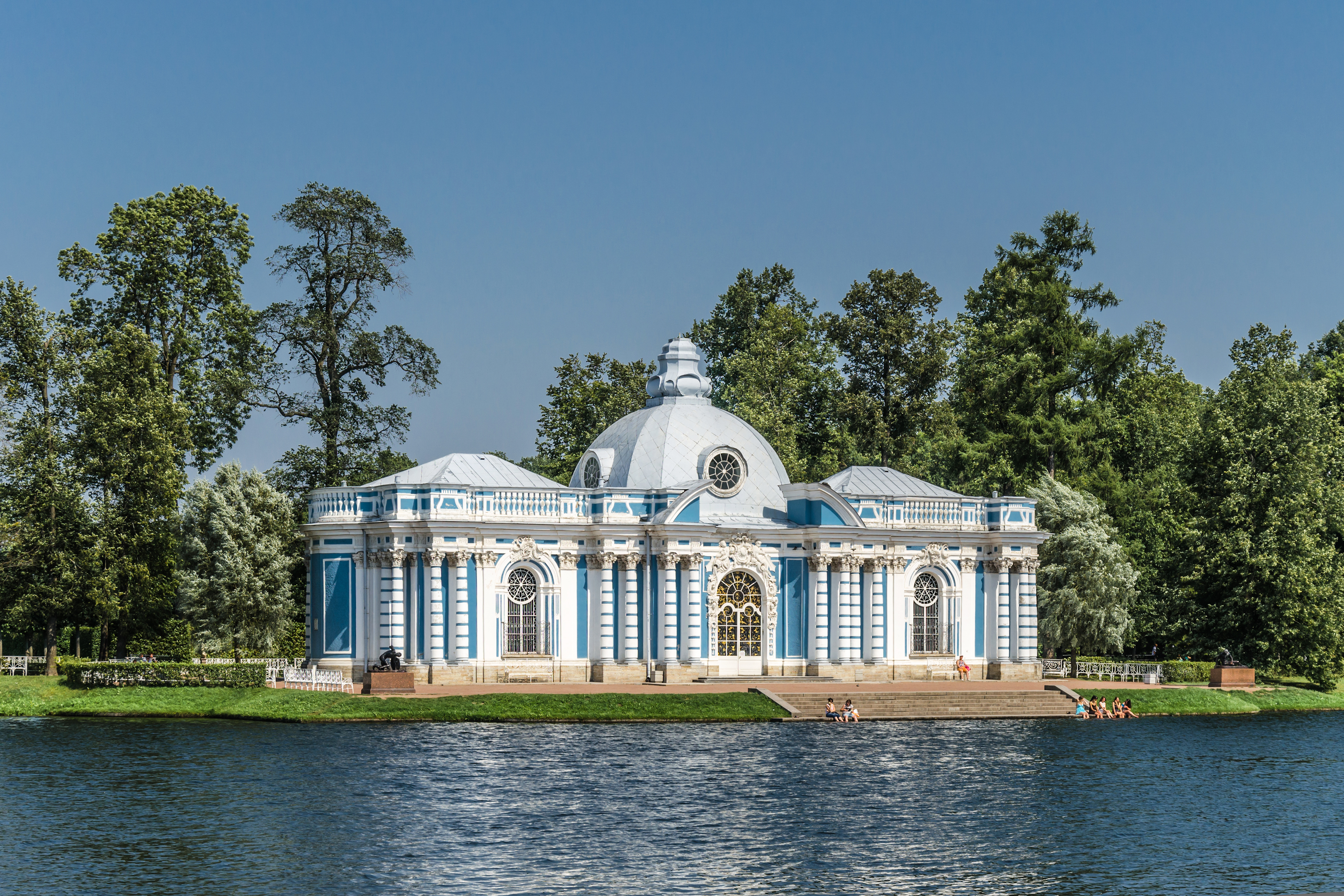
Grotten-Pavillon

### Lustgarten
Der Palast liegt im Katharinenpark (Екатерининский парк), einem der fünf Landschaftsparks der Stadt. Mit Zarskoje Selo war von Anfang an ein Lustgarten verbunden. Elisabeth ließ den Garten, der unter Katharina I. noch bescheidene Ausmaße hatte, beträchtlich erweitern und im französischen Stil umgestalten. Im 18. Jahrhundert wurde ein fürstlicher Schlossgarten als „Fortsetzung des Ballsaals im Freien“ verstanden. Den östlichen Teil des Parks nannte man den „Alten Park“, weil er auf Katharina I. zurückging.  Elisabeth ließ abgestufte Terrassen anlegen und sie durch baumbeschattete Wege in regelmäßige Flächen aufteilen; sie ließ ausgewachsene Bäume mit dichten Kronen aus Holland, Deutschland oder Italien importieren. Dichte Heckenwände dienten als Hintergrund für Statuen. Gab es für die Gestaltung des „Alten Gartens“ gewisse Anhaltspunkte aus der Zeit von Katharina I., so musste der „Neue Garten“ zwischen dem Katharinenpalast und dem Tierpark quasi „aus dem Nichts“ geschaffen werden. Mit den Arbeiten wurde 1745 begonnen. Nachdem die Arbeiten beim Tod Elisabeths 1761 eingestellt wurden, ging der „Neue Garten“ später in den Landschaftsanlagen des Alexanderparks auf.

### Eremitage-Pavillon
Alle Hauptwege des „Alten Gartens“ laufen auf die Eremitage zu. Erster Architekt des kleinen Schlösschens war Michail Zemzow, der es im Herbst 1744 im Rohbau vollenden konnte, bald darauf jedoch verstarb. Zwei Jahre lang drang Wind und Wetter in den Pavillon, ehe an ihm weitergearbeitet wurde, diesmal unter der Leitung von Rastrelli, der den Bau nach seinen Plänen 1756 in vollkommen abgeänderter Gestalt vollenden konnte.
Das Erdgeschoss der Eremitage war für die Bediensteten bestimmt. Ein enges Treppenhaus führte in den ersten Stock, der fast vollständig von einem großen Saal mit einem illusionistischen Deckengemälde von Valeriani, „Gastmahl im Olymp“, ausgestattet war. Die Decken der vier seitlich angeordneten Kabinette malten Vater und Sohn Valeriani, Gradizzi und Peresinotti mit Szenen aus den Metamorphosen des Ovid aus. Der Raum war mit einem hydraulischen Tisch eingerichtet, der von der Küche im Erdgeschoss mit Winden in den Saal hochgehoben werden konnte. Zur Bedienung des komplizierten Hebemechanismus, der im Keller verborgen war, benötigte man zwölf Arbeiter. Nach dem Mahl wurde der Tisch versenkt und es entstand ein Ballsaal.

### Grotten-Pavillon
Rastrelli erbaute 1753–1757 am Rand des Großen Teiches eine Grotte. Ein nicht näher bezeichneter Hofrat Rossi aus Italien leitete die Arbeiten und die innere Ausschmückung des Pavillons. Es war damals modern, in den Schlössern einige Zimmer, in den Parkanlagen einzelne Pavillons mit Muscheln und Tuffstein auszuschmücken. Eine solche Sala terrena befand sich auch im Katharinenpalast, die aber wegen eindringender Feuchtigkeit  beseitigt wurde, und man installierte die  Muscheln in dem neuen Pavillon.